# Susitna North
Susitna North, coneguda anteriorment com a Y, és una concentració de població designada pel cens dels Estats Units a l'estat d'Alaska. Segons el cens del 2000 tenia 956 habitants.

## Demografia
Segons el cens del 2000, Y tenia 956 habitants, 412 habitatges, i 252 famílies La densitat de població era d'1,1 habitants/km².
Dels 412 habitatges en un 29,1% hi vivien nens de menys de 18 anys, en un 46,6% hi vivien parelles casades, en un 9,2% dones solteres, i en un 38,6% no eren unitats familiars. En el 32,3% dels habitatges hi vivien persones soles el 6,3% de les quals corresponia a persones de 65 anys o més que vivien soles. El nombre mitjà de persones vivint en cada habitatge era de 2,32 i el nombre mitjà de persones que vivien en cada família era de 2,9.
Per edats la població es repartia de la següent manera: un 24,8% tenia menys de 18 anys, un 5,3% entre 18 i 24, un 29,4% entre 25 i 44, un 32% de 45 a 60 i un 8,5% 65 anys o més.
L'edat mediana era de 41 anys. Per cada 100 dones de 18 o més anys hi havia 118,5 homes.
La renda mediana per habitatge era de 31.848 $ i la renda mediana per família de 38.304 $. Els homes tenien una renda mediana de 54.500 $ mentre que les dones 35.625 $. La renda per capita de la població era de 15.437 $. Aproximadament el 9,5% de les famílies i el 17,4% de la població estaven per davall del llindar de pobresa.

## Poblacions més properes
El següent diagrama mostra les poblacions més properes.